# Kreml High
Kreml High är en TV-serie producerad av Varanteatern. Serien är en parodi på nordamerikanska high school-serier som till exempel Degrassi High och Pang i plugget, men utspelar sig i stället i Ryssland.
Kreml High var ett återkommande inslag i serien Varan-TV (1996-1998) och i SVT:s ungdomsprogram Jupiter (1999).

## Handling
Seriens handling kretsar kring amerikanen Johny Tex som anländer som utbytesstudent i Ryssland. Där möter han ett minst sagt udda kompisgäng som alltid hamnar i situationer som sträcker sig från det absurda till det oförklarliga, allt till tonerna av rysk pop och techno.
Ett återkommande tema är hur ryssarna drabbades av Rysslands ekonomiska problem under 1990-talet.

## Språket
Rollfigurerna i Kreml High talar uppenbart påhittad "ryska". En central fras är "Adrumdrum", som enligt textningen betyder "allt bröd är slut". Ett annat vanligt förekommande ord är "Wah!", som har många betydelser, några av betydelserna är "samlag", "skit" och "idiot".
Ledmotivet som Varanteatern hittade på en skiva heter Паровозик-облачко och framförs av Лицей.
http://www.youtube.com/watch?v=sad8oDoIcsI

## Rollfigurer
- Crazy Ivan: Den "busiga" i gänget, spelad av Olof Wallberg. Alltid klädd i amerikanska raggarkläder. Har en onormal fascination för Johnnys jeans.
- Tantrum Tabulev: Långhårig kille med stor aptit på alkohol. Musikalisk eldsjäl som spelar cykeltuta (!) i bandet. Kunnig i svenska, spelas av Jonas Sykfont.
- Johny Tex: Spelad av Anders Andersson. Utbytesstudent från Philadelphia och något av seriens huvudperson. Lyckas kommunicera med gänget fast ingen av dem kan engelska. Favoritfras: "It's party time, dudes!".
- Tvetov Nato: Hade i en episod problem med vikten och fick därför inte idka samlag. Spelas av David Wiberg.
- Rektor Tabulev: Dagdrömmare klädd i plommonstop. Intresserad av fotboll och drömmer om att spela i Gothia Cup. Utbytte många tungkyssar med Johnny under seriens gång. Spelad av Magnus Thomson.
- Polpotkin: Lite av en utstött men får hänga med gänget ändå. Han spelas av Fredrik Ljungberg. Har en pappa som heter Bödeln som jobbar som badvakt.
- Tony: Minst i klassen och trummis i bandet. Lärde sig i ett avsnitt hur man visar "fräcka fingret". Karaktären är troligen inspirerad av Oasis trummis Tony McCaroll. Spelad av Fredrik Åkerman.
- Irma och Ludmilla. Polpotkins flickvänner